# Antonio Adán de Yarza (obraz Francisca Goi)
Antonio Adán de Yarza – obraz olejny hiszpańskiego malarza Francisca Goi przedstawiający hiszpańskiego arystokratę, Antonia Adána de Yarzę. Znajduje się w prywatnej kolekcji we Francji.

## Okoliczności powstania
W 1780 Goya został wybrany członkiem Królewskiej Akademii Sztuk Pięknych św. Ferdynanda w Madrycie, a w 1786 został jednym z królewskich malarzy Karola III. W ciągu tej dekady malarstwo rodzajowe i religijne odeszło na dalszy plan, a Goya stał się wziętym portrecistą wśród arystokracji zdobywając coraz więcej zamówień. Około 1787–1788 namalował trzy portrety dla wywodzącej się z Lekeitio baskijskiej rodziny o nazwisku Adán de Yarza, której rodowód sięga X wieku. Były to podobizny Antoniego Adány de Yarzy i jego żony Ramony de Barbachano (pendanty) oraz trzecie dzieło o nieco mniejszych wymiarach, które przedstawiało matkę Antonia, wdowę Bernardę Tavirę. Powstały one prawdopodobnie z okazji ślubu Antonia i Ramony, który odbył się 19 grudnia 1787 niedaleko Bilbao, gdzie znajdował się ich dom rodzinny. Po ślubie młodzi osiedlili się w Madrycie, zamieszkali przy ulicy Cruz Verde razem z matką Antonia i do tej rezydencji zamówili obrazy. Niedaleko ich mieszkania znajdował się dom Goi i prawdopodobne miejsce jego pracowni do 1800 roku, gdzie powstały portrety. Nie wiadomo, czy obrazy zostały namalowane przed czy po grudniowym ślubie; suknia Ramony sugeruje letnią porę.

## Opis obrazu
Antonio Adán de Yarza Tavira (1761–1835) był najstarszym synem baskijskich arystokratów Fernanda Adán de Yarza i Bernardy Taviry. Urodził się i wychował w Valladolid, razem z młodszym bratem uczył się w Real Seminario de Nobles de Madrid. Jego ojciec zmarł w 1766 roku, dlatego Antonio już w młodym wieku przejął odpowiedzialność za zarządzanie ogromnym rodzinnym majątkiem. Być może dlatego na obrazie sprawia wrażenie poważnego, mimo młodego wieku. Został przedstawiony w półpostaci, w podobnej pozie jak jego żona. Portrety Antonia i Ramony miały być obrazem szczęśliwego związku, dlatego portretowani są zwróceni ku sobie, a ich ręce niemal się spotykają. Obraz charakteryzuje nieformalny angielski styl, modny wśród młodej arystokracji. Przejawia się m.in. w sposobie uczesania – Antonio rezygnuje z francuskiej pudrowanej peruki, jego rzadkie włosy są zaczesane do przodu i przykrywają czoło. Z drugiej strony fryzura z grubymi lokami przypomina właśnie modne w Hiszpanii peruki. Strój jest również w większości nieformalny: Antonio ma na sobie prosty i ciemny surdut  podbity szarym jedwabiem z beżowym kołnierzem i stalowymi guzikami. Starannie namalowana biała, jedwabna dwurzędowa kamizelka otwiera się, odsłaniając żabot wykwintnej muślinowej koszuli, której kołnierz jest podwiązany krawatem. Spodnie, które stanowią komplet z surdutem, są prawdopodobnie wpuszczone w buty jeździeckie, co sugeruje trzymany w prawej ręce bat. U pasa wisi ozdoba w kształcie rombu, być może jest to rodzinna pamiątka lub klejnot. 
Radiografia obrazu wykazała kilka pentimenti: portretowany pierwotnie trzymał w ręce znacznie grubszą laskę, której uchwyt wypełniał przestrzeń między palcem wskazującym a kciukiem. Goya zmienił ją na wyższy i cieńszy bat, który wystaje ze złożonej dłoni. Ta modyfikacja była prawdopodobnie zasugerowana przez Antonia, podobnie jak zmiany wokół jego lewej ręki, gdzie dodano trikorn i zwój papieru z jego nazwiskiem. Kapelusz to tradycyjny akcent w stroju młodego arystokraty, który nawiązuje do jego oficjalnego stanowiska i obowiązków.
Istnieją liczne podobieństwa między podobizną Antonia a portretami dygnitarzy Banku Hiszpanii, które Goya namalował w latach 1785-1778: Hrabia Cabarrus, Portret Francisca Javiera de Larrumbe i Portret José de Toro y Zambrano.
| Portrety żony i matki Antonia Adána de Yarza |                 |
| María Ramona de Barbachano                   | Bernarda Tavira |

## Proweniencja
Obrazy należały do rodziny Adán de Yarza i obecnie znajdują się w posiadaniu jej spadkobierców. W 1794 Antonio Adán de Yarza z małżonką wyjechali z Madrytu i wrócili do Kraju Basków, zabierając ze sobą portrety. Od tamtej pory obrazy wisiały w ich Pałacu Zubieta w Ispaster. Po raz pierwszy zostały opisane przez Aureliana de Beruete w katalogu dzieł Goi z 1917. Pojawiły się także w różnych periodykach m.in. w dodatku do dziennika „ABC” z 12 stycznia 1930, a także w publikacji Fernanda de la Quadra Salcedy Los Goyas inéditos de Vizcaya z 1936. Po wybuchu hiszpańskiej wojny domowej w 1936 władze Kraju Basków podjęły inicjatywę ochrony zbiorów artystycznych zarówno publicznych, jak i prywatnych rozproszonych na ich terytorium. Postanowiono wysłać część dzieł sztuki do Francji na planowaną w 1937 Wystawę Światową w Paryżu oraz na mniejsze wystawy do innych francuskich miast. W obliczu groźby zniszczenia Bilbao ewakuację znacznie przyspieszono, wzięły w niej udział zbiory Museo de Arte Moderno de Bilbao, Kościoła i różne kolekcje prywatne. 13 listopada 1936 kilka dzieł sztuki, w tym trzy obrazy Goi, zostało przeniesionych z Pałacu Zubieta w bezpieczne miejsce, a następnie przetransportowanych do Francji. Obrazy Goi nie wzięły udziału w Wystawie Światowej, gdyż pawilon Kraju Basków nie mógł pomieścić wszystkich ewakuowanych dzieł. Spadkobierczyni María Adán de Yarza również wyemigrowała do Francji, gdzie pozostała do śmierci w 1947. Portrety odzyskała w 1940, a mimo to po wojnie były uznawane za zaginione. Dopiero w latach 1990 i 1992 zostały zlokalizowane i przestudiowane przez historyków sztuki Williama Jordana i Juliet Wilson Bareau, a później także Nigela Glendinninga. W 2019 roku za zgodą spadkobierców rodziny Adán de Yarza, obrazy zostały przywiezione do Kraju Basków, poddane renowacji i analizie oraz po raz pierwszy udostępnione publiczności na czasowej wystawie pt. Los Goyas de Zubieta w Muzeum Sztuk Pięknych w Bilbao.